# Blackpool (Fernsehserie)
Blackpool ist ein britisches Jukebox-Musical-Comedy-Drama der BBC. Der promovierte Literat Peter Bowker (Desperate Romantics) konzipierte und schrieb die sechsteilige Miniserie. Die Hauptrollen übernahmen David Morrissey, David Tennant und Sarah Parish.

## Handlung
Ripley Holden ist der ehrgeizige, arrogante Inhaber einer Spielhalle (amusement arcade, von ihm als „family entertainment centre“ bezeichnet) in Blackpool. Die Küstenstadt im Nordwesten Englands ist bekannt als eine Art nordeuropäisches Las Vegas, ein wichtiger Einnahmefaktor Blackpools ist das Glücksspiel. Holden möchte seine Spielhalle in ein Las-Vegas-ähnliches Casino-Hotel verwandeln und die Stadt zu neuem Reichtum führen, hierfür findet er einflussreiche Freunde und Investoren, darunter den örtlichen Polizeichef Jim Allbright. Es erscheint, als habe halb Blackpool, inklusive sämtlicher Mitarbeiter Holdens, in den Bau des neuen Casino-Hotels investiert. Holdens Frau Natalie gibt die glamouröse Ehefrau, doch sie ist schüchtern, einsam und von der Ehe frustriert, Ripley würdigt sie kaum. Natalie und Ripley haben zwei Kinder, die verwöhnte zwanzigjährige Shyanne und den sechzehnjährigen Danny.
Shyanne verehrt ihren Vater, obwohl dieser bisher jeden ihrer Liebhaber innerhalb kürzester Zeit vergraulte. Ihre neuste Bekanntschaft Steve stellt sich als einstiger Klassenkamerad Ripleys heraus. Seit einem unangenehmen und vor Ripleys Familie verheimlichten Ereignis in ihrer Jugendzeit sind sie nicht gut aufeinander zu sprechen. Die Abschreckungs- und Bestechungsversuche Ripleys führen jedoch nur zur Entfremdung von seiner Tochter und einer erstarkenden Liebesbeziehung der beiden. Ihrer Mutter gegenüber verhält sich Shyanne abweisend und gemein, das Verhältnis ist gespannt und kühl. Im Verlauf der Geschichte nähern sich die beiden wieder etwas an. Danny ähnelt stärker seiner Mutter, ist eher schüchtern und sensibel, von seinem Vater wird er laufend beleidigt und herabgesetzt. Ripley schickt ihn auf eine teure Privatschule, doch Danny droht auf die schiefe Bahn abzurutschen, er nutzt die Schullabore, um Amylnitrit herzustellen, eine Zutat für Blutdruckmedikation und (hier gemeint) Poppers. Sowohl diese Beruhigungs- als auch Aufputschmittel, darunter Speed, verkauft er in der ganzen Stadt, die Prostituierte Hailey versorgt er regelmäßig mit Poppers für ihre Kunden. Natalie, Shyanne und Danny stehen alle unter dem starken Einfluss Ripleys und sind seinen Launen ausgeliefert, gleiches gilt für seine Angestellten und Investoren, die Mieter seines Wohnblocks sowie eine Vielzahl anderer Bewohner Blackpools.
Als ein Mord geschieht und das Opfer zwischen Holdens Spielautomaten gefunden wird, beordert die lokale Polizei zur Unterstützung den erfahrenen Kriminalisten D.I. Peter Carlisle aus dem 90 Kilometer entfernten Kendal hinzu, er wird unterstützt durch seinen Auszubildenden, Detective Constable Blythe. Carlisle erweist sich als clever, charmant, schlagfertig, unbestechlich und gleichzeitig selbst ausgesprochen manipulativ und ist Holden ein Dorn im Auge. Da der Detective Inspector allerdings von auswärts kommt, hat auch Holdens äußerst korrupter Freund Allbright keine Befehlsgewalt und landet stattdessen schnell auf der Verdächtigenliste. Die polizeilichen Untersuchungen fordern ihren Tribut von allen Beteiligten, Ripley selbst steht unter Mordverdacht, sein Privat- und Berufsleben gerät ins Wanken und bringt sowohl seinen tyrannenhaften Charakter als auch längst vergessene Altlasten und gut gehütete Geheimnisse aus seiner Vergangenheit wieder zum Vorschein. Carlisle setzt alles daran, ihm den Mord nachzuweisen und will erst Natalie gegen ihn ausspielen, ertappt sich aber dabei, wie er sich in sie verliebt, und versucht, sie aus den Ermittlungen herauszuhalten. Die beiden beginnen eine kurze Affäre, bis Natalie von der wahren Identität und ursprünglichen Intention Carlisles erfährt.
Danny gerät in eine Abwärtsspirale aus Schuldgefühlen, Einsamkeit und Drogenabhängigkeit und versucht sich schließlich das Leben zu nehmen, er wird rechtzeitig von seinem Vater gefunden und vom Suizid abgehalten. Dieser stellt D.I. Carlisle zur Rede, dem er die Schuld an Dannys Gefühlschaos zuschreibt. Im Verlauf der Handlung wird Holdens Familie immer stärker in die Ermittlungen verstrickt. Danny versucht, seinen Vater zu decken; Ripley legt das falsche Geständnis ab, die Leiche in die Spielhalle gebracht zu haben, um die Ermittler von seinem Sohn abzubringen; Natalie erfindet ein Alibi für Ripleys Aufenthalt in der Tatnacht.
D.I. Carlisle wird zunehmend frustrierter und geht schließlich dazu über, Ripleys Gegner, darunter Hallworth, zu falschen Zeugenaussagen überreden zu wollen. An diesem Punkt konfrontiert ihn D.C. Blythe erstmals mit seiner Affäre. Blythe hält Carlisles Verhalten für unverhältnismäßig und unangemessen und eher für einen Ausdruck von Liebeskummer als von rationaler Polizeiarbeit. Carlisle zieht sich infolgedessen aus dem Fall zurück und versöhnt sich mit Natalie, die Affäre flammt noch einmal auf. Er will die Stadt verlassen und bittet sie, ihn zu begleiten, nach einigem Zögern willigt sie ein.
Ripley ist hoch verschuldet, er muss sich schließlich eingestehen, dass seine Glückssträhne vorüber ist. Er überlässt die Spielhalle samt ihren Schulden seinem Buchhalter Adrian Marr, der von sich meint, auf Investoren und Gutachter einen vertrauenswürdigeren Eindruck machen zu können als sein ehemaliger Chef und Freund. Zu Hause findet Ripley den gepackten Koffer seiner Frau und muss feststellen, dass sich auch seine Ehe in Rauch auflöst. Natalie entscheidet sich dagegen, ihren Mann für Carlisle zu verlassen, und wartet mit den Kindern zu Hause auf ihn, während Ripley sich ganz seiner Verzweiflung hingibt, erst stundenlang in seiner verlassenen Spielhalle zockt und dann sämtliche Mieter aus seinem Hostel wirft, um es anschließend anzuzünden. Als seine kleine Welt in sich zusammen stürzt, wird Hallworth, der größte Gegner seiner Spielhalle, zu seinem Fels in der Brandung, dem er sich anvertraut und von dem er Rat erhält. Letztlich geht Ripley als geläuterter Mann aus den Ereignissen hervor. Er spricht sich mit Carlisle aus, gesteht ihm, Natalie lange nicht so glücklich gesehen zu haben wie während der Dauer ihrer Affäre und gibt den beiden seinen Segen. Im Gegenzug lässt Carlisle, zum Entsetzen von D.C. Blythe, von den Ermittlungen im Mordfall Hooley ab und erpresst seinen Untergebenen, das Gleiche zu tun. Nachdem Adrian wegen Bilanzfälschung verhaftet wird, überlässt Ripley die Spielhalle und die Versicherungssumme für das Ausgebrannte Wohnhaus seinem Sohn, der einige der einfachen Glücksspielautomaten durch Tanzflächen und Cappuccino-Bars ersetzen und das Zentrum insgesamt jugendfreundlicher gestalten möchte. Durch Hailey findet Ripley schließlich heraus, dass ihr Danny in jener Nacht zur Hilfe geeilt war, als der gewalttätige Mike Hooley sie angriff. Der Drogencocktail wirkte als starker Gerinnungshemmer, ein einziger Schlag Dannys zu Haileys Verteidigung tötete Hooley.
In der Hochzeitsrede für seine Tochter zieht Ripley den Schluss: „They say, a man who’s lost a fortune but found his heart is a wealthy man indeed“ (Es heißt, wer all seine Besitztümer verloren aber sein Herz gefunden hat, ist wahrhaft reich). Er verabschiedet sich von Natalie, ermutigt sie, der Beziehung mit Carlisle eine Chance zu geben und reist schließlich nach Las Vegas, um sich eine neue Existenz aufzubauen.

## Hintergrund
Die Serie beginnt als an Slapstick grenzende Komödie, doch mit jeder Folge wird sie düsterer: Ripleys Welt gerät zunehmend aus den Fugen, im Leben aller macht sich immer größere Verzweiflung und Ausweglosigkeit breit. Besonderes Merkmal der Serie ist neben diesem graduellen Übergang von einem überzogen komödiantischen zu einem stark dramatischen Fokus auch die Art der Integration von Popmusiktexten in den Erzählverlauf: obgleich die Darsteller die Lieder mitsingen, werden die Stimmen der Originalsänger darübergelegt, es sind also mehrere Sänger gleichzeitig hörbar und das Singen der Darsteller erzeugt zum Teil den Eindruck von Lip-Syncing oder simplem Mitsingen eines im Hintergrund (Radio o. ä.) laufenden Liedes. Die Nummern erzeugen überdies eine Verbindung zwischen räumlich oder anderweitig voneinander getrennten Charakteren, denn fast jedes Lied wird von mehreren Figuren der Serie, zu deren momentanem Gemütszustand er passt, in abwechselnden Rollen interpretiert.
Bei der Wahl und Umsetzung der Stücke geht es weniger um den Gesang oder die musikalische Begleitung als um die Interpretation des Textes im Kontext der Handlung. Die Gesangseinlagen haben einen entrückten Charakter, in den Liedern verleihen die Figuren ähnlich einem Monolog im Theater ihren Gedanken Ausdruck. Begleitet werden einige der Gesangseinlagen von übertriebenen und leicht surreal wirkenden Tanzeinlagen aller anwesenden Charaktere. Letzteres Stilmittel erinnert stark an den Erzählstil des Fernsehdramaturgen Dennis Potter, der solcher Art Tanzeinlagen in mehrerer seiner berühmt gewordenen Produktionen einsetzte, darunter beispielsweise The Singing Detective (1986, 2003). Noch ein drittes Element findet sich wiederholt in jeder Folge: Einige Male pro Folge, wenn D.I. Carlisle oder Ripley Holden einen neuen Level ihres Zweikampfes erreichen, einander oder anderen Mitmenschen drohen oder eine neue Erkenntnis erlangen, wird in einer wenige Sekunden dauernden Sequenz eine Fruit Machine (ähnlich: Einarmiger Bandit) gezeigt, bei der alle drei Walzen das gleiche bewegte Abbild vom Kopf des Detectives bzw. des Unternehmers (vereinzelt auch das anderer Charaktere, darunter Natalie und Holdens Buchhalter Adrian) vor unterschiedlich farbenem Hintergrund zeigen. Die Sequenz zeigt ein kurzes, pantomimisch übertriebenes Abbild des momentanen Gefühlszustandes der jeweils dargestellten Person.
Als Spielhallenbesitzer Ripley Holden war David Morrissey (Mord auf Seite eins, Nowhere Boy) zu sehen, David Tennant (Royal Shakespeare Company, Doctor Who, Broadchurch) verkörperte den Kriminalpolizisten D.I. Peter Carlisle und Sarah Parish (Die Säulen der Erde, The Holiday, ShakespeaRe-Told) spielte Holdens Ehefrau und Carlisles Geliebte Natalie. Peter Bowker entwarf und schrieb die Serie, er hatte zuvor bereits für die moderne BBC-Adaption von The Canterbury Tales (2003) und Flesh and Blood (BBC Two, 2002) die Verantwortung getragen, 2005 trug er zum Projekt ShakespeaRe-Told (Shakespeare neu erzählt) bei, einer Fortsetzung des Canterbury-Tales-Adaptionskonzeptes. Regie führten Coky Giedroyć und Julie Anne Robinson, gefilmt wurde vor Ort in Blackpool selbst sowie in Brentford. In der Besetzung waren außerdem John Thomson und Steve Pemberton vertreten.
Produziert wurde die Serie von der British Broadcasting Corporation, diese strahlte sie an sechs Donnerstagen vom 11. November bis zum 16. Dezember 2004 auf ihrem Hauptsender BBC One aus. Jede der sechs Folgen dauert eine Stunde, ein für britische Miniserien typisches Format. In den USA wurde die Serie 2005 von BBC America ausgestrahlt, dort lief sie unter dem Titel Viva Blackpool und gewann unter anderem einen Peabody Award für BBC Worldwide, den kommerziellen internationalen Ableger der BBC. 2006 produzierte die BBC einen Fernsehfilm als Fortsetzung der Serie, dieser erhielt ebenfalls den Titel Viva Blackpool, angelehnt an den Hitsong „Viva Las Vegas“ von Elvis Presley, der auch als erstes Lied im Soundtrack der hier beschriebenen Miniserie gewählt wurde.

## Besetzung
- David Morrissey – Ripley Holden – alle Folgen
- David Tennant – Detective Inspector Peter Carlisle – alle Folgen
- Bryan Dick – Detective Constable Blythe – alle Folgen
- Sarah Parish – Natalie Holden – alle Folgen
- Georgia Taylor – Shyanne Holden – alle Folgen
- Thomas Morrison – Danny Holden – alle Folgen
- Kevin Doyle – Steve – alle Folgen
- David Bradley – Hallworth – alle Folgen
- Steve Pemberton – Adrian Marr (Buchhalter) – alle Folgen
- David Hounslow – Deputy Chief Inspector Jim Allbright (Investor) – alle Folgen
- John Thomson – Terry Corlette (Investor) – alle Folgen
- Jacqueline Pilton – Ruth – alle Folgen
- Lisa Millett – Hailey (Prostituierte) – alle Folgen
- Jim Whelan – Deaf Barry – Folgen 1, 2, 4, 5, 6
- Michelle McCaw – Chantelle – Folgen 1, 2, 4, 5, 6
- Connie Walker – Karen – Folgen 1, 2, 3, 5
- Cathryn Bradshaw – Mary Webb (Terrys Freundin, Ripleys Ex-Geliebte, Souvenirladenbesitzerin) – Folgen 3, 6
- James Cartwright – Mike Hooley (Mordopfer) – Folgen 1, 4
- Joe Armstrong – Mark Reed (angeblicher Freund des Opfers) – Folgen 1, 2, 4
- Suzanne Proctor – Barfrau – Folge 1
- Leigh Edmonson – Mieter – Folge 1
- Josef Altin – Machine Strimmer – Folge 2
- Betty Legs Diamond – Dragqueen – Folge 2
- Mike Lunney – Rechtsbeistand – Folge 2
- Anne Nolan – Wahrsagerin – Folge 3
- Paul Ready – Will (Drogenabhängiger, Lockvogel der Polizei) – Folge 3
- Mike Rogers – Desk Sergeant – Folge 3
- Emily Aston – Emma – Folge 4
- Tom Ambrose – Polizist – Folge 5
- Matt Brint – Polizist – Folge 5
- Peter Sives – Jugendlicher – Folge 5
- Paul Chahidi – Standesbeamter – Folge 6
- Tom Swire – David – Folge 6

## Verwendete Musik
Folgende Lieder wurden in die Handlung eingestreut:
| Episode | Lied                                            | Originalinterpret                             | Interpreten in der Serie                                                           |
| ------- | ----------------------------------------------- | --------------------------------------------- | ---------------------------------------------------------------------------------- |
| Folge 1 | „Viva Las Vegas“                                | Elvis Presley                                 | Familie Holden: Ripley, Natalie, Shyanne und Danny                                 |
| Folge 1 | „You Can Get It If You Really Want“             | Jimmy Cliff                                   | Ripley (mit Gästen der Casino-Eröffnung)                                           |
| Folge 1 | „She’s Not You“                                 | Elvis Presley                                 | Ripley (mit Natalie und drei Prostituierten)                                       |
| Folge 1 | „These Boots Are Made for Walkin’“              | Nancy Sinatra                                 | Ripley und D.I. Carlisle                                                           |
| Folge 2 | „The Gambler“                                   | Kenny Rogers                                  | Ripley, Natalie, Danny, Hailey, D.I. Carlisle, D.C. Blythe                         |
| Folge 2 | „Cupid“                                         | Johnny Nash                                   | Natalie, Ripley, D.I. Carlisle, Shyanne                                            |
| Folge 2 | „Should I Stay“                                 | Gabrielle                                     | Drag Queen, D.I. Carlisle, Natalie, Ripley                                         |
| Folge 2 | „I Second That Emotion“                         | Smokey Robinson and the Miracles              | D.I. Carlisle, Natalie                                                             |
| Folge 3 | „Brilliant Mistake“                             | Elvis Costello                                | Ripley, Danny, Natalie, Shyanne, Karen, D.I. Carlisle, Hailey                      |
| Folge 3 | „Skweeze Me, Pleeze Me“                         | Slade                                         | D.I. Carlisle, Natalie                                                             |
| Folge 3 | „The Boy With The Thorn In His Side“            | The Smiths                                    | D.I. Carlisle, Danny, Will (mit Polizisten und umstehenden Obdachlosen)            |
| Folge 3 | „The Secrets That You Keep“                     | Mud                                           | Natalie, Ripley, D.I. Carlisle                                                     |
| Folge 4 | „Walk Tall“                                     | Val Doonican                                  | Danny, D.I. Carlisle, Verhörraum-Wachposten, Will?, Natalie, Ripley, Prostituierte |
| Folge 4 | „I’m Gonna Make You Love Me“                    | Diana Ross & The Supremes mit The Temptations | Ripley, Adrian, Ruth, Deaf Barry, Hailey (mit Abgeordneten der Bauaufsicht)        |
| Folge 4 | „Ooh La La“                                     | The Faces                                     | Ripley, Danny, Natalie, D.I. Carlisle                                              |
| Folge 5 | „Should I Stay or Should I Go“                  | The Clash                                     | D.I. Carlisle, Ripley, Danny                                                       |
| Folge 5 | „Invisible“                                     | Alison Moyet                                  | Terry (mit Ripley und Allbright)                                                   |
| Folge 5 | „Don’t Stop Me Now“                             | Queen                                         | Ripley, Adrian                                                                     |
| Folge 5 | „Knock Knock, Who’s There?“                     | Mary Hopkin                                   | Ripley, Natalie, D.I. Carlisle, Shyanne, Danny                                     |
| Folge 6 | „White Wedding“                                 | Billy Idol                                    | Adrian, Natalie, Ripley, Steve, Shyanne, Danny, D.I. Carlisle                      |
| Folge 6 | „There Goes My Everything“                      | Engelbert Humperdinck                         | Ripley, D.I. Carlisle, Natalie                                                     |
| Folge 6 | „Don’t Leave Me This Way“                       | The Communards                                | Ripley, Shyanne, Steve, Natalie, D.I. Carlisle, D.C. Blythe (mit Hochzeitsgästen)  |
| Folge 6 | „(There’s) Always Something There to Remind Me“ | Sandie Shaw                                   | Ripley, Allbright, Terry, D.I. Carlisle, Natalie, Danny                            |

Die oben aufgeführten Lieder wurden zeitgleich zur Serienausstrahlung als Soundtrack-CD veröffentlicht. Ein sechsseitiges beiliegendes Booklet begründete die Wahl jedes Liedes.

## Rezeption und Auszeichnungen
Die Serie wurde von Kritikern und Zuschauern großenteils positiv aufgenommen. Zwischen vier und fünf Millionen Zuschauer sahen jede Folge, eine zufriedenstellende, wenn auch nicht überwältigende Quote. 2005 erhielt sie eine BAFTA-Nominierung als Beste Dramaserie, die Auszeichnung ging schließlich an Sex Traffic (Channel 4). Es folgte eine Ehrung mit dem Grand Prize sowie die Auszeichnung als Beste Miniserie beim Banff World Television Festival (Banff, Kanada). Im Dezember 2005 wurde die Golden-Globe-Nominierung der Serie in der Kategorie Bester Fernsehfilm/Miniserie verkündet (die Nominierung erfolgte unter dem US-amerikanischen Alternativtitel Viva Blackpool). Die Auszeichnung während der Golden Globe Awards 2006 ging schließlich an das US-Filmdrama Empire Falls.
Im Oktober 2007 strahlte der US-amerikanische Sender CBS eine Adaption der Serie mit dem Titel Viva Laughlin aus, entwickelt von Bob Lowry und dem Schöpfer von Blackpool, Peter Bowker. Die Rahmenhandlung entspricht derjenigen in Blackpool, das Produktionsteam setzte sich zusammen aus BBC Worldwide, CBS Paramount Network Television, Sony Pictures Television und Seed Productions. Die Adaption wurde nach nur zwei ausgestrahlten Episoden wegen geringer Zuschauerzahlen eingestellt.

## Internationale Ausstrahlung
Außerhalb Großbritanniens wurde die Serie bislang in sieben weiteren Ländern von dortigen Tochtergesellschaften der BBC oder vergleichbaren öffentlich-rechtlichen Rundfunkanstalten ausgestrahlt. In den Niederlanden und Belgien erfolgte dies in niederländischer Synchronisation.
- Neuseeland: TV One (Television New Zealand)
- Kanada: Spartenprogramm BBC Canada; außerdem TVOntario
- Australien: ABC (Start: 30. November 2005)
- USA: BBC America (unter dem Alternativtitel Viva Blackpool)
- Niederlande: VPRO
- Belgien: Canvas (flämischer Sender, d. h. Ausstrahlung der niederländischen Synchronisation)
- Finnland: YLE

Im Vereinigten Königreich, Australien und den Niederlanden wurde die Serie außerdem auf DVD veröffentlicht. Über international agierende Onlinehändler lassen sich im deutschsprachigen Raum fremdsprachige Versionen der Serie ordern, eine deutschsprachige Synchronisation existiert bislang nicht.

## Trivia
- Ripley sagt über D.I. Carlisle als einzigen anwesenden Schotten einmal abschätzig „Talking of women… here comes Mary, Queen of Scots“. Mary, Queen of Scots (Maria, Königin der Schotten) ist die englische Bezeichnung für Maria Stuart, Königin von England und Frankreich im 16. Jahrhundert und die bis heute bekannteste schottische Monarchin. Passend zu Ripleys sonstiger Ausdrucksweise könnte die Bezeichnung jedoch auch Wort für Wort zu verstehen sein: Mary, also Maria im Sinne der biblischen Mutter Jesu, stünde dann sarkastisch für die Ehrenhaftigkeit oder (Schein-)Heiligkeit des Kriminalbeamten; Queen ist eine Slang-Bezeichnung von beleidigendem Charakter, die etwa dem deutschen Tunte entspricht und Männer bezeichnet, die in ihrem Auftreten nicht dem Männlichkeitsbild des Sagenden entsprechen oder durch affektiertes Verhalten auffallen.
- Der Satz „Thanks for the insight, Trisha!“, den Ripley in Folge 4 zu Polizeichef Allbright sagt, bezieht sich auf die Schauspielerin und Moderatorin Patricia Gloria „Trisha“ Goddard, die vorrangig Frühstücksfernsehen moderiert. Von 1998 bis 2010 hatte sie eine eigene, nach ihr benannte, Boulevard-Talkshow in Großbritannien, danach setzte sie das Format in den Vereinigten Staaten fort.

Sprache
- Passend zum Handlungsort der Serie sprechen die Darsteller mit einem starken nordwestenglischen Dialekt aus der Liverpooler/Lancashire-Gegend. Dieser Akzent ist beispielsweise durch die veränderte Aussprache der Vokale „o“ und „u“ gekennzeichnet, die wie eine Mischung aus dem deutschen „o“ und „u“ gesprochen werden – anders als in der übrigen britischen und außer-britischen Aussprache, die meist eher in Richtung des deutschen „a“ geht. Ein „h“ am Anfang oder ein „t“ am Ende vieler Worte werden nicht ausgesprochen.
- Der Dialekt schlägt sich außerdem im umgangssprachlichen Vokabular nieder, so ist im Norden Englands von einem „lad“ die Rede, wenn es um einen Jungen oder Mann, Sohn oder Freund geht oder auch, wenn auf eher freundliche Art über einen Raufbold gesprochen wird. Für letzteres werden auch Worte wie „skally“ verwendet (hier nicht im Sinne einer weiblichen Prostituierten, sondern männlich oder genderneutral als Mistkerl bzw. verschärfte Form von scallywag/Taugenichts), die in dieser Form und Bedeutung lokal gebunden sind.
- Die meisten Darsteller der Serie stammen tatsächlich aus der Gegend und nutzen ihren eigenen Akzent. David Morrissey (Ripley) stammt aus Liverpool, Georgia Taylor (Shyanne) aus Greater Manchester, John Thomson (Terry) und Thomas Morrison (Danny) aus Lancashire. Kleinere Unterschiede zwischen diesen drei eng verwandten Akzenten werden von den Darstellern weitgehend maskiert. David Bradley (Hallworth) kommt aus dem benachbarten Yorkshire und spricht ebenfalls mit kaum verändertem Akzent. Einige andere Darsteller, darunter Sarah Parish (Natalie), die aus dem südenglischen Somerset stammt, wandelten dagegen ihre Aussprache für die Serie mehr oder minder stark ab.
- Die einzigen Ausnahmen bilden D.C. Blythe und sein Vorgesetzter D.I. Carlisle. Beide gehören zu einer Polizeieinheit aus Cumbria (noch weiter nördlich gelegen). Bryan Dick (Blythe) wuchs an der cumbrisch-schottischen Grenze auf, er spricht mit seinem eigenen Akzent. Carlisle gehört zwar ebenfalls zu Blythes Einheit, legt aber im Handlungsverlauf offen, zumindest zeitweise in Glasgow, Schottland, aufgewachsen zu sein. Durch diesen Umstand musste auch Darsteller David Tennant sein muttersprachliches Glaswegian nicht wie in einer Reihe anderer Bühnen- und Film-Produktionen verschleiern oder ganz ersetzen.

Doctor Who
- In Folge 3 kreuzt D.I. Carlisle unmittelbar vor dem Eingang des groß ausgeschilderten Doctor Who Museum die Straße, um sich mit Natalie zu treffen. Das gerade neu eröffnete Museum hatte zuvor bereits von 1974 bis 1985 bestanden und wurde 2004 pünktlich zur Ankündigung der neu aufgelegten Science-Fiction-Familienserie wiedereröffnet. Die Wahl des Drehortes ist kein Zufall, beide Serien werden von der BBC produziert und auf BBC One ausgestrahlt.
- David Tennant, der hier Detective Carlisle spielt, erhielt nur wenige Monate später die Hauptrolle des zehnten Doktors, den er anschließend bis 2010 verkörperte.
- Sowohl David Morrissey (Ripley Holden) als auch Sarah Parish (Natalie Holden) hatten später Gastrollen an Tennants Seite in je einem Weihnachtsspecial von Doctor Who, dabei wurde das Beziehungsverhältnis umgedreht: Morrissey spielte 2008 Jackson Lake, einen Companion, d. h. Unterstützer, des Doktors. Parish verkörperte dagegen 2006 die Kaiserin der Racnoss und damit eine Antagonistin von Tennants Hauptfigur.
- David Bradley (Hallworth) hatte 2012 eine Gastrolle in der Serie. 2013 übernahm er die Hauptrolle des William Hartnell (spielte 1963–1973 den ersten Doktor) im BBC-Dokupic Ein Abenteuer in Raum und Zeit über die Entstehung der Kultserie. Im Finale der zehnten Staffel „The Doctor Falls“ und dem folgenden Weihnachtsspecial „Twice Upon a Time“ (beide 2017) hat Bradley jeweils einen Cameo-Auftritt in der Rolle des ersten Doktors, da der ursprüngliche Darsteller Hartnell bereits 1975 verstorben war.
- Bryan Dick (D.C. Blythe) spielte eine Gast-Hauptrolle in einer Folge des Doctor Who Ablegers Torchwood.

Weitere Überschneidungen der Blackpool-Hauptdarsteller
- 2007 standen sich Sarah Parish und David Tennant noch einmal in den Hauptrollen des BBC-Spielfilms Recovery gegenüber. Sie spielen darin ein glückliches Ehepaar mit zwei halbwüchsigen Söhnen, das durch eine folgenschwere Hirnverletzung auf eine harte Probe gestellt wird.
- David Bradley traf in der ersten Staffel der Krimidrama-Serie Broadchurch (2013) erneut auf Tennant. Dieser hatte dort wie in Blackpool die Hauptrolle eines Detective Inspector inne. Ganz im Gegensatz zu Blackpool und dem D.I. Peter Carlisle enthalten Broadchurch und die Figur des D.I. Alec Hardy allerdings weder komödiantische noch Musical-Elemente.
- In der dritten Broadchurch-Staffel 2017 arbeitete erneut Sarah Parish in Tennants Cast.
- Bradley (seit ca. 1970) und Tennant (seit 1996) sind aktive Ensemblemitglieder der renommierten Royal Shakespeare Company (RSC). David Morrissey erhielt nach Abschluss seines Studiums an der RADA ebenfalls ein zweijähriges Engagement bei der RSC.